# Artel

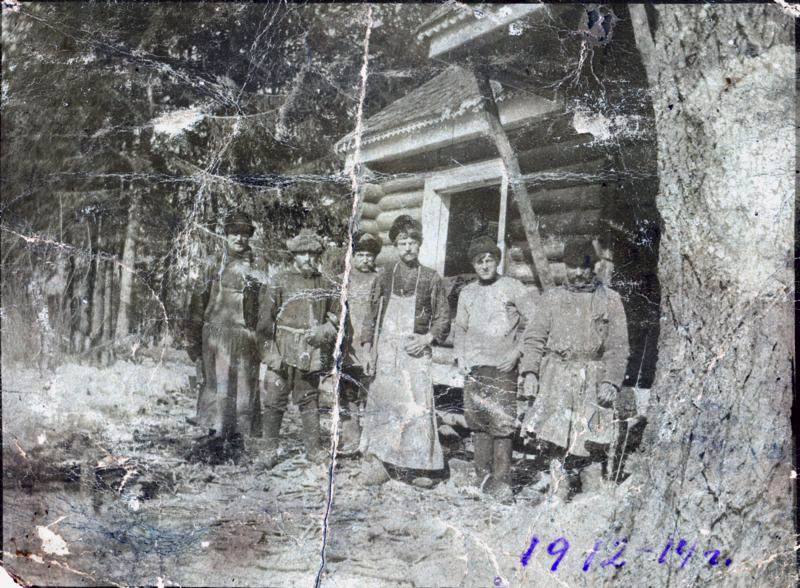
Artel Plotnitskaya de constructores, Riazán, 1912.

Un artel (del ruso: Артель) es, en Rusia y en los antiguos Imperio ruso y Unión Soviética, una asociación voluntaria de personas para la colaboración u otra actividad colectiva, a menudo con participación en los ingresos generales y responsabilidad general con base en la caución solidaria. Este tipo de cooperativas predominaron desde la reforma emancipadora de los siervos de 1861 a la década de 1950.

## Etimología
El diccionario alemán Duden afirma que la palabra proviene del italiano artieri (‘artesanos’). Sin embargo, la bibliografía señala predominantemente que se trata de un préstamo lingüístico tártaro, basándose en la raíz de las lenguas túrquicas orta ("centro comunitario", en turco: ortaklık -"sociedad", "compañía"-, ortak -"socio")

## Historia

### Hasta la revolución

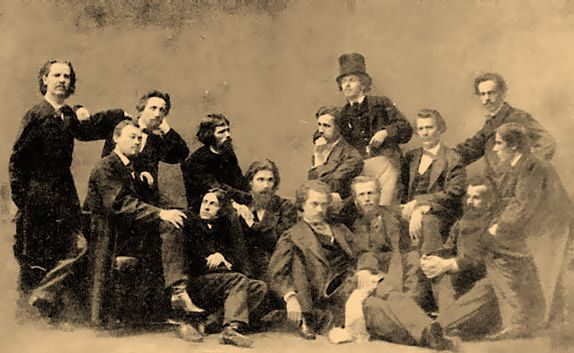
Artel de Pintores de San Petersburgo: de izquierda a derecha, Johann Gottlieb Wenig, Firs Zhuravliov, Aleksandr Morózov, Iván Kramskói, Kiril Lemoj, Aleksandr Litovchenko, Konstantín Makovski, Nikolái Dmítriyev-Orenburgski, Nikolái Petrov, Wilhelm Ferdinand Kreitan, Mijaíl Peskov, Nikolái Shústov, Alekséi Korzujin y Aleksandr Grigóriev, 1863-64.

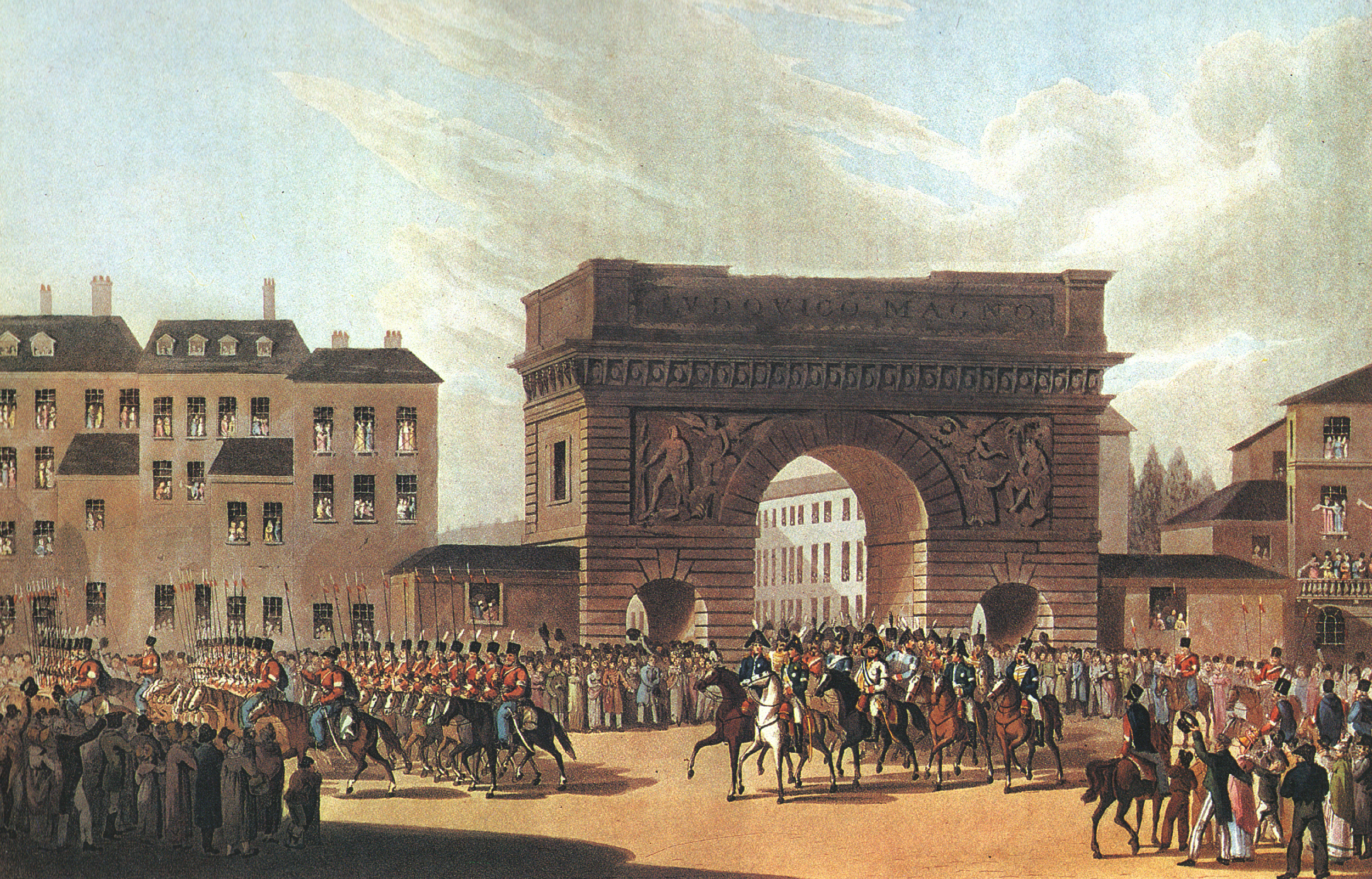
Los soldados del Ejército Imperial Ruso en París.

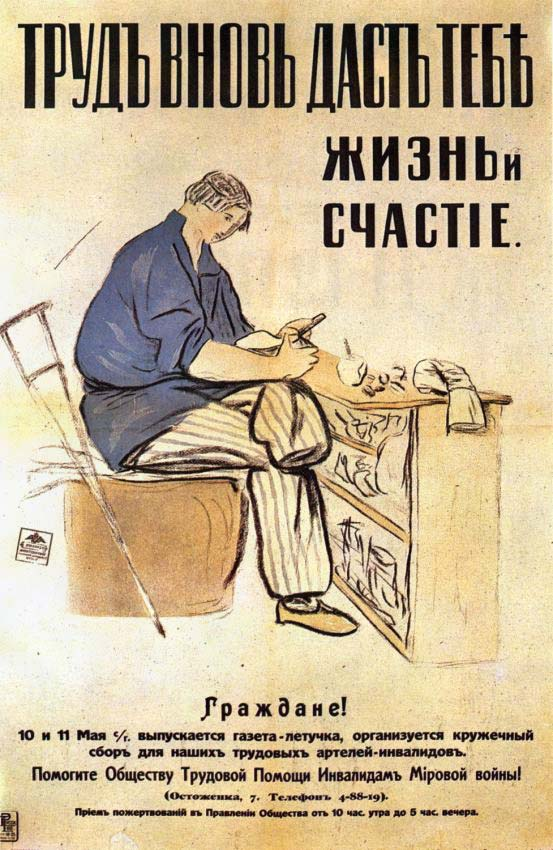
Cartel en apoyo del Artel de Inválidos de la Primera Guerra Mundial.

Los arteles se basaban en el contrato, habitualmente oral (escrito si era un artel grande para la ejecución de trabajos largos y complejos), que contenía las condiciones de la actividad y las obligaciones de sus miembros. El artel estaba compuesto habitualmente por gente cercana: por edad, fuerza física y calificación laboral, eran iguales en derechos y obligaciones. Inicialmente los arteles surgieron con una base comunal, territorial, por vínculos de parentesco y nacionalidad. Con el tiempo, especialmente con el desarrollo de la economía de mercado, estos vínculos se extendíeron. La dirección del artel estaba a cargo de los starostas (contratista, batyr, kormchí, atamán, etc.), escogidos de la asamblea general por ser los miembros más activos, sabios o expertos del artel. Asimismo se escogían a dos ayudantes del starosta y a veces observadores para su control.
Los arteles eran creados para llevar a cabo trabajos sencillos y temporales (estacionales) así como para otras actividades más permanentes. Por el carácter del propósito del artel eran de agricultura, caza, comerciales, construcción, bursátiles, de creadores (artel de escritores, pintores, artistas, etc.)
Existen indicadores de este tipo de asociaciones entre ciudadanos de Nóvgorod que cazaban morsas en el mar Blanco en los siglos XI y XII. Hay evidencias de la existencia de asociaciones de remeros rusos que traen mercancías de comerciantes alemanes de Vóljov a Nóvgorod, en los siglos XII y XIII, y que estaban liderados por un starosta y son responsables de manera conjunta de los daños causados. Son mencionados en los contratos y cartas espirituales de los príncipes rusos del siglo XIV (artel de caza, pesca, cetrería). El príncipe Mijaíl Mijaílovich de Belozersk menciona un artel pesquero en 1460. Su organización sería similar a la de las batagas y ushkuinik, con miembros iguales entre ellos que eligen a sus líderes. Con el desarrollo de las relaciones mercantiles y monetarias y la incipiente economía de mercado aumentó el número de  arteles, estimulándose su actividad. En documentos del siglo XVII se habla de arteles de albañiles, carpinteros, herreros, cocheros, estibadores, arrastradores y remeros, y arrendadores de tierra, también de caza de focas y morsas, y pesca de bacalao en la región de Múrmansk. En 1682 arteles de cazadores de morsas de Jolmogory operaban en Nueva Zembla. 
En 1703, los arteles estaban presentes como forma de organización de constructores en la fundación de San Petersburgo. Pese a que Pedro I no quería dar el trabajo a los arteles tradiciconales (conservadores en estilo) porque tenía el propósito de fundar una ciudad occidental, tuvo que contar con ellos, aunque puso a la cabeza de los mismos a un extranjero. En los siglos XVIII y XIX se reforzó la especialización territorial de los arteles: al norte y al este predominaban los arteles de caza y pesca -pesca, caza de focas, morsas y otra caza; en Siberia Oriental y los Urales predominaban los mineros por el oro, sales, canteras, carbón vegetal, ingeniería de minas; en el centro de la Rusia europea, los arteles de carpinteros, albañiles, pintores, bataneros, pintores de iconos, pequeños comerciantes de la calle (ofenia), talladores de piedra, tejedores de arpillera, los guarnicioneros, en el Volga — de sirgadores (burlaki), barqueros; en Transvolga, arteles de pastores y oficios ganaderos, los trabajadores agrícola y terraplenadores; en Ucrania, transportistas de mercancías, pescadores; y en los puertos, artel de los barqueros, estibadores, etc. La costumbre de los cosacos rusos de asociarse para pescar en arteles era mencionada en la literatura alemana de principios del siglo XIX. La habilidad de los soldados rusos para complementar su comida militar organizándose en arteles fue aplaudida por sus aliados austríacos y alemanes en las Guerras Napoleónicas.
Con el desarrollo de la industria y el comercio, en las grandes ciudades se crearon arteles de servicios para la población (cocheros, sastres, zapateros, cargadores, recaderos). Los primeros ferrocarriles rusos contrataron con frecuencia a arteles de constructores. En las décadas de 1860 y 1870 fueron frecuentes los arteles de producción y creación intelectual (pintores, traductores). A finales del siglo, en Moscú y San Petersburgo existían arteles de contadores, electromecánicos, ingenieros, contables y arteles femeninos - vendedoras, cajeras. A veces en los arteles se alquilaba  mano de obra, siendo el contratista colectivo todo el artel. Paralelamente se formaba en Europa occidental el movimiento cooperativista desde 1850, que también tendría influencia en el Imperio ruso, pero donde ya existía un modelo propio.
Como consecuencia de la reforma emancipadora de 1861 en Rusia, miles de agricultores exsiervos se dirigieron a las ciudades a encontrar trabajo y un medio de vida, pero no se transformaron en proletarios sino que conservaron el modo de vida agricultor, costumbres y relaciones sociales del pueblo. Muchos regresaban al mismo durante la cosecha y al final de su vida laboral en la ciudad. Arteles rurales eran contratados como obreros en una fábrica, trabajaban en la construcción de una carretera o edificio, lo que ayudaba a mantener esa clase de organización y apoyo rural en la ciudad.
A veces los arteles se transformaban en las sociedades cooperativas, en que los miembros no se ocupaban del trabajo común sino de la dirección del negocio común, en la venta, transporte, compra de materias primas y herramientas, vehículos, etc. En 1866 N. V. Vereshchaguin creó uno de los primeros arteles cooperativos para la producción de queso en la derevnia Otrokóvichi, de la gubernia de Tver. A finales del siglo XIX el número de arteles cooperativos se redujo por la creación de redes amplias de tiendas, almacenes y disponibilidad de vehículso agrícolas. Desde 1880 surgen arteles lácteos que se distribuyeron en Siberia Occidental, países bálticos y el óblast de Vólogda (unos 3 000 a final de siglo en toda Rusia).
En el Imperio ruso de principios del siglo XX el artel era la forma de organización más generalizada, y el concepto entró en el refranero con frases como "Con el artel sabe mejor" (артельная каша лучше.) o "Es difícil para uno, pero fácil para el artel (трудно одному, да легко артели). Muestra de ello es que los cientos de miles de refugiados (1923: 360.000) de la revolución rusa de 1917 que llegaron a Berlín se organizaban en arteles: manufactura de papirosa, trabajo agrícola, sastrerías, etc.

### Periodo soviético

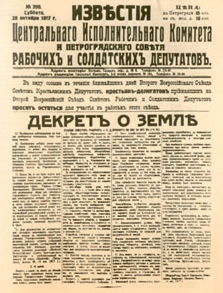
Decreto sobre la Tierra, 8 de noviembre de 1917.

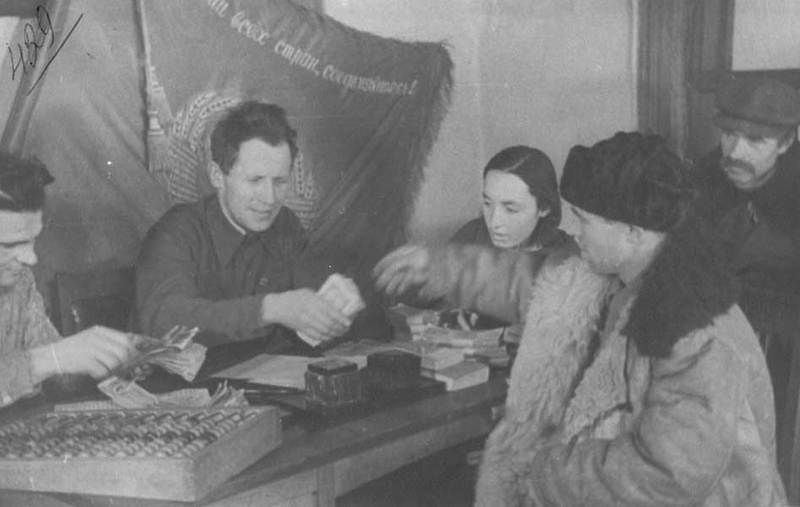
Pago de los salarios en el koljós (artel), 1940.

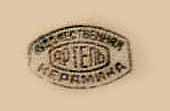
Sello del artel de cerámica de Gzhel (1940).

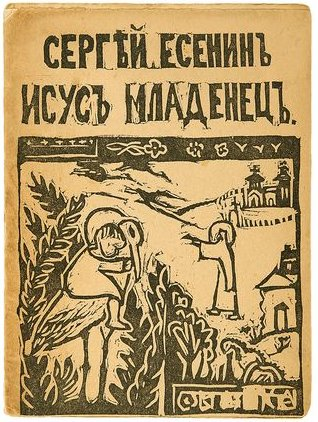
Serguéi Yesenin, E. Turova, El niño Jesús, de la publicación del Artel de Artistas Segodnia ("Hoy"), 1918.

En la época soviética, desde la década de 1930 la empresa de producción agrícola más difundida era el artel agrícola, los koljoses, jugando un papel importante en la colectivización de la tierra. El segundo decreto del gobierno obrero y campesino, el Decreto sobre la Tierra del 8 de noviembre (26 de octubre) de 1917, lo nombraba entre una de las posibles formas de gestión de las tierras nacionalizadas. En la campaña de colectivización promovida por los bolcheviques al año siguiente se establecieron tres formas de granjas colectivas (koljoses): la comuna (коммуна), el artel y la Tovarishchestva (TOZ).
El estado soviético contribuyó activamente desde los tiempos de la Nueva Política Económica, concediéndoles privilegios fiscales y financieros. Siguiendo con la tradición prerrevolucionaria, en los primeros años de la era soviética, el artel agrícola era la forma más común de la economía colectiva. En la RSFS de Rusia en 1921, además de 6.527 granjas estatales (sovjoses) había 3 313 comunas, 10.185 arteles y 2 514 TOZ. Como parte de la nueva política económica, lo que permitió el comercio de los agricultores del sector privado y vender sus productos en el mercado, esta relación había cambiado en 1929 claramente a favor de la TOZ.
No obstante, a partir de ese año, la dirección soviética abandonó su estrategia a largo plazo de usar formas intermedias en la colectivización y aumentó el uso de medios administrativos para acelerar el ritmo de la misma. Toda la tierra, además de los equipos y animales de tiro, deben ser colectivizados Esto condujo a una oleada de colectivización forzada de pueblos enteros y distritos, edificios comerciales y residenciales, así como semillas, piensos y ganado que produjo en ocasiones resistencia activa y pasiva por parte del campesinado, lo que puso en riesgo la siembra de primavera de 1930. Por ello, el Comité Central del PCUS, a principios de 1930 se vio obligado a advertir sobre un ritmo demasiado rápido de colectivización. Stalin hizo lo propio en el artículo del Pravda del 2 de marzo de 1930 El vértigo del éxito, en el que atacaba a los funcionarios locales y a las fuerzas oportunistas por haber apresurado el ritmo de la colectivización y sus responsabilidades en la coerción. El movimiento de la granja colectiva debe ser voluntaria y tener en cuenta la diversidad de condiciones de las distintas regiones de la Unión Soviética. En este artículo, Stalin dijo del Artel que era, en las actuales condiciones la forma de organización más adecuada para las granjas colectivas y "el eslabón más importante del movimiento koljosiano", viéndose reflejado en el "Estatuto estándar de un artel agrícola", adoptado por el Sovnarkom en marzo de 1930.
El Artel de carpintería de construcción de Leningrado, iniciado en 1923 fabricaba trineos, ruedas, colleras y ataúdes (en 1955 cambiaría su nombre a Radist, que también fabricaba muebles y radiomaquinaria. El artel Metalist de Yakutsk, creado en 1941, disponía a mediados de 1950 de una base potente con su fábrica de producción. El artel de Vólogda Krasni Partizán tenía una gran producción de alquitrán desde 1934. En artel Júpiter de Gatchina, fundado en 1924 para producir artículos de mercería y costura, en 1944, tras la liberación de la ciudad, produjo lo necesario para la reconstrucción de la ciudad (palas, faroles, etc.) y a comienzos de la década de 1950 producía vajilla de aluminio, lavadoras, máquinas de taladrar, etc. Con Stalin los arteles de todo tipo fueron apoyados por todos los medios, en el primer quinquenio se planeaba el crecimiento del número de miembros de los arteles en 2.6 veces. Los artesanos también se organizaron en arteles, como los fabricantes de miniaturas de Fedoskino y Palej, o los talleres de cerámica de Gzhel.
En 1935, tras más represalias a la resistencia, se dio por prácticamente completada la colectivización de la agricultura. Se adoptó un nuevo estatuto modelo que contiene disposiciones detalladas sobre la organización del trabajo, la distribución de los ingresos y el orden de uso de la tierra. Además, el nuevo estatuto determina el tamaño de los huertos personales (desde un cuarto a media hectárea, en algunas áreas 1 hectárea). Además, fue permitida la propiedad personal de ganado doméstico y pequeños útiles.
A principios de 1941 el Consejo de Comisarios del Pueblo y el Comité Central del Partido Comunista, decidió dar la orden de dar una mayor independencia a los arteles en su actividad, subrayando la electividad obligatoria de la dirección en todos los niveles. Asimismo se les daba cierta libertad de precios al por menor (no más de 10-13 % superior al precio estatal). En este sentido, defendiendo la libertad de empresa del artel y la economía de los koljosianos escribieron en 1951 Dmitri Shepílov y Alekséi Kosyguin, y en 1952 el mismo Stalin en su última obra de ese año Problemas económicos del socialismo en la URSS.
En 1956, Jrushchov decidió entregar al estado todas las empresas bajo la forma de artel para 1960 (con la única excepción de los pequeños arteles de servicio, artesanía y el de los inválidos). Asimismo se prohibía el comercio al por menor de la producción. Radist, Metalist, Krasni Partizán, Júpiter (ahora Albatros), se convirtieron en fábricas estatales. La propiedad era expropiada sin compensación, perdiendo los socios todos los pagos, salvo los de 1956. Las tiendas y empresas de alimentación pública eran expropiadas sin compensación en las ciudades y en las zonas rurales por un pago simbólico.
En las décadas de 1970 y 1980 el único tipo de arteles permitidos eran los que formaban los trabajadores de la extracción del oro (Polyus Gold, la mayor empresa rusa del sector, comenzó siendo un artel). Otro ejemplo es el Artel de Buscadores de Oro "Amur", que continúa trabajando activamente como parte de grupo de compañías Rúskaya Plátina, extrayendo platino y otros metales preciosos en el yacimiento de Kondior, en el krai de Jabárovsk.

### Rusia actual
En la Rusia de hoy, el Artel es una de las formas organizativas y legales independientes en que las personas jurídicas pueden tener sus propias organizaciones con personalidad jurídica y comerciales. Se define como "un grupo de personas físicas para ejercer una actividad de producción común y otras actividades sobre la base de la pertenencia y la participación con el trabajo personal o con otro compromiso".